# Julija Naczałowa
Julija Naczałowa, ros. Юлия Викторовна Началова (ur. 31 stycznia 1981 w Woroneżu, zm. 16 marca 2019 w Moskwie) – rosyjska piosenkarka, aktorka i prezenterka telewizyjna.
Pochowana na Cmentarzu Trojekurowskim w Moskwie.